# پاتریزیا کاکامو
پاتریزیا کاکامو (انگلیسی: Patrizia Caccamo؛ زادهٔ ۱۲ مارس ۱۹۸۴) بازیکن فوتبال اهل ایتالیا است.
وی همچنین در تیم ملی فوتبال زنان ایتالیا بازی کرده‌است.